# Gryporhynchium
Gryporhynchium is een geslacht van rechtvleugeligen uit de familie sabelsprinkhanen (Tettigoniidae). De wetenschappelijke naam van dit geslacht is voor het eerst geldig gepubliceerd in 1940 door Uvarov.

## Soorten
Het geslacht Gryporhynchium omvat de volgende soorten:
- Gryporhynchium acutipennis Redtenbacher, 1891
- Gryporhynchium minor Bruner, 1915